# Francesc de Moner i de Barutell
Francesc de Moner i de Barutell (Perpinyà, Rosselló, 1463 - Barcelona, 1492), anomenat també "Fra Francesc Moner", va ser un monjo i escriptor que va escriure, fonamentalment, en castellà, però també en català.
Nascut durant el setge de Perpinyà, a deu anys ingressà a la cort de Joan II com a patge. Del 1479 al 1481 residí a França, potser al servei d'un gran senyor, i aquest darrer any inicià la vida militar al servei de Ferran II i prengué part en la guerra de Granada; entre el 1485 i el 1491 estigué al servei dels comtes i ducs de Cardona; el 1491, potser a conseqüència d'un desengany amorós, professà en l'Orde de Sant Francesc, a Lleida, i finalment es traslladà a Barcelona.
Francesc de Moner segueix la tradició de l'època, on el bilingüisme catalano-castellà arribà a assolir un gran nombre d'il·lustres representants. La distribució dels seus poemes i les seves obres en prosa és, respectivament, de dos i catorze en català, i cinquanta-quatre i quatre en castellà. La seva obra literària, editada a Barcelona el 1528 pel seu cosí Miquel Berenguer de Barutell, es redacta en castellà, llengua que dominà gràcies al contacte amb escriptors castellans i aragonesos de les corts de Joan II i Ferran II. Les seves poesies més interessants són les d'imitació popular, seguint l'estil de Juan del Encina. En català escriví dos poemes extensos (una composició al·legorico-amorosa i Les cobles de les tisores), lletres literàries i quatre composicions en prosa, entre les quals cal destacar L'ànima d'Oliver (1491-1492), on l'autor, a la Vall d'Hebron de Barcelona, dialoga amb el poeta suïcida Francesc Oliver, traductor en vers català de La belle dame sans merci d'Alain Chartier. Modernament la seva obra ha estat reeditada per Joaquim Manuel de Moner i de Siscar (Fonts, 1871) i, només la part catalana, per Çocozzella, a la col·lecció Els Nostres Clàssics, el 1970.